# Crab Island (Torres Strait)
Crab Island, auch Moent Island genannt, ist eine australische Insel im äußersten Südwesten der Torres-Strait-Inseln. Sie liegt 1,4 km vor Slade Point, einem Kap an der Nordwestküste der Kap-York-Halbinsel.
Die Insel besteht aus zwei annähernd gleich großen Halbinseln, die durch eine nur 100 Meter breite und 580 Meter lange Nehrung miteinander verbunden sind. Die Form der Doppelinsel erinnert an eine zur Küste geöffnete Krebsschere.
Die Insel ist das wichtigste Brutgebiet der Wallriffschildkröte. Außerdem sind die Echte Karettschildkröte und die Oliv-Bastardschildkröte anzutreffen. 
Verwaltungstechnisch gehört die unbewohnte Insel zu den Inner Islands, einer Inselregion im Verwaltungsbezirk Torres Shire von Queensland.